# Poblat de Son Moro
El poblat de Son Moro és un jaciment arqueològic prehistòric situat al lloc anomenat sementer de Darrere ses Cases, a la possessió de Son Moro, al municipi de Llucmajor, Mallorca.
Aquest jaciment conté les restes d'un poblat prehistòric, en el qual destaquen dues construccions quadrangulars i un tram de tancament de murada, el qual llenç es troba en bones condicions. L'interior de les habitacions són plenes de pedra petita d'enderroc. El jaciment s'adossa al nord a una tanca que serveix de tancament d'un camí, i el mateix jaciment actua de tanca en alguns trams. La ceràmica localitzada als voltants és d'època romana.